# カラマンダー材

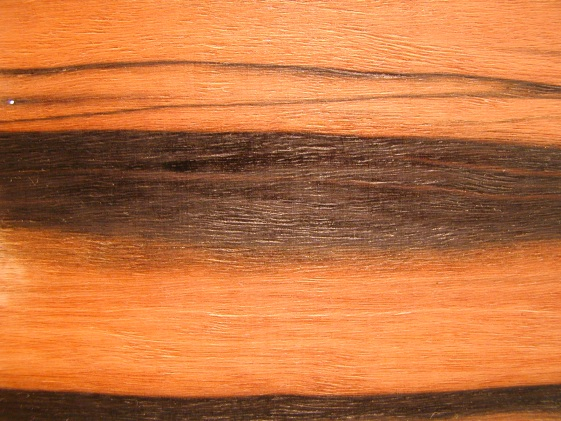

カラマンダー材、またはコロマンデル材は、インドとスリランカ（セイロン）・東南アジア産の高価な木材である。黒い縞（かまたは別の具合）のあるヘーゼルブラウン色で、とても重く硬い。マカッサル黒檀や斑ら黒檀としても知られ、本物の黒檀と関係が近いが、同じ属にある異なる種から得られる。それらの1つは、スリランカ産のカラマンダー（Diospyros quaesita Thwaites）である。カラマンダーという名は、その地方のシンハラ語の名前‘කළුමැදිරිය （kaḷu-mædiriya [kaɭu mæd̪irija]）’から来ている。それは黒い部屋という意味で、特徴的な黒檀の黒い木材を示している。家具や楽器、彫刻に使われる。
コロマンデル材は、最近の2百年から3百年にわたり絶滅へ至るほど伐採されてきたので、もはや新作するために十分な量も確保できない。コロマンデル製の家具は実に高価で、とても大事にされてきたので、再利用でさえ、それは思いも寄らない出所である。代用品であるマカッサル黒檀には同様の特徴があり、素人目にはほとんど同じであるが、正真正銘のコロマンデルに見られる色の深みを欠いている。

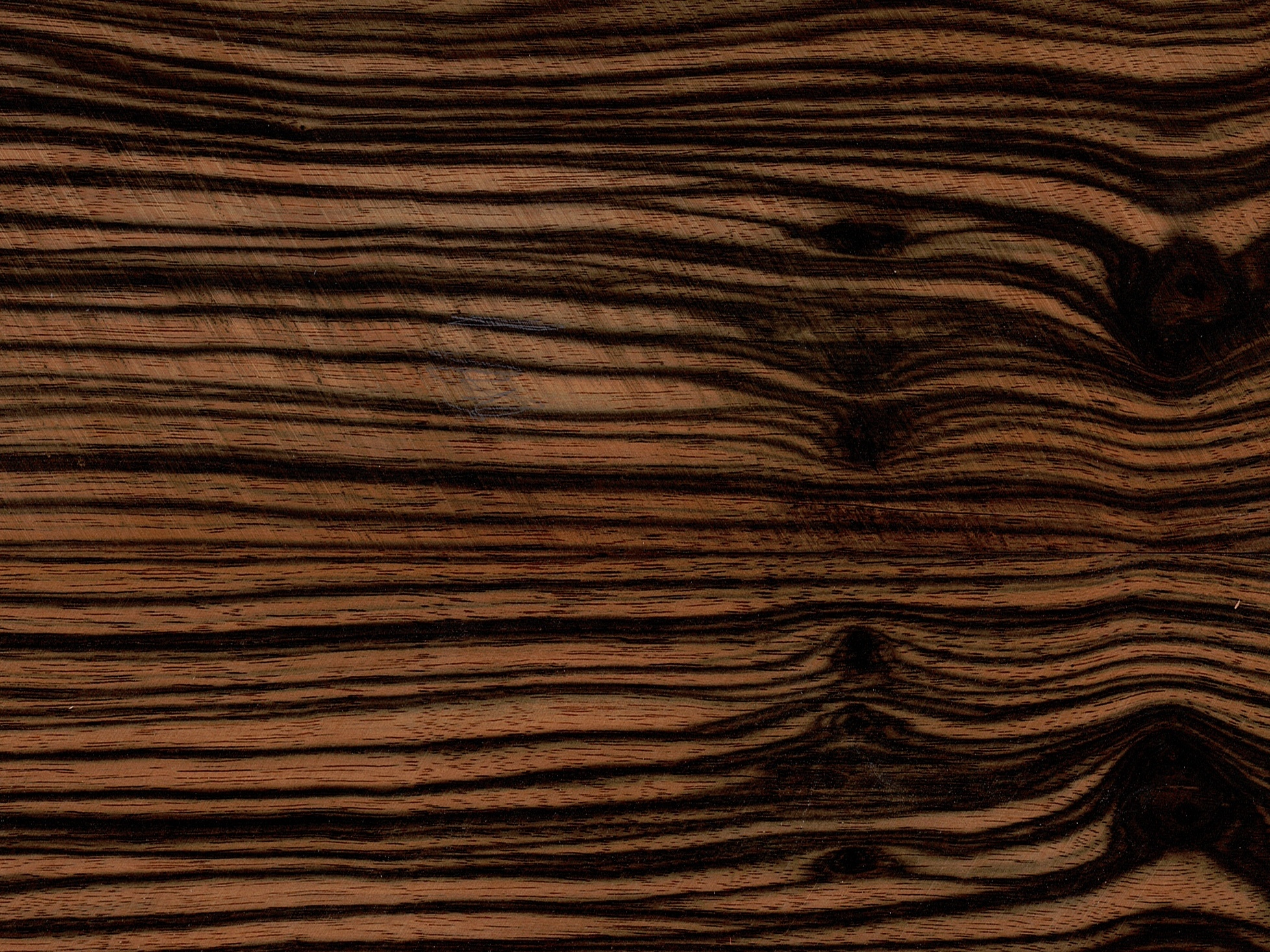
ブックマッチした突板

## 文学において
コロマンデル材は、デーム・イーディス・シットウェルの詩集“Façade”の1篇“Black Mrs Behemoth”で言及されており、彼女はその木調を、ロウソクから渦巻きながらたゆたう茶色の煙になぞらえている。